# بیار ابوبکر
بیار ابوبکر (انگلیسی: Bayar Abubakir؛ زادهٔ ۳۱ مهٔ ۱۹۹۰) بازیکن فوتبال اهل عراق است.
از باشگاه‌هایی که در آن بازی کرده‌است می‌توان به باشگاه فوتبال النفط اشاره کرد.
وی همچنین در تیم ملی فوتبال عراق بازی کرده‌است.